# Ci ragiono e canto
Ci ragiono e canto è uno spettacolo di canti popolari diretto da Dario Fo e allestito dal collettivo teatrale Nuova Scena nel 1966 e successivamente, in una seconda e in una terza edizione.

## Storia
Il lavoro nasce in seno all'Istituto Ernesto de Martino, grazie alle ricerche di Cesare Bermani e Franco Coggiola, mirando a rappresentare, attraverso le canzoni popolari di tutte le regioni italiane, la condizione del mondo popolare e proletario in Italia, e sviluppando quindi il lavoro di riscoperta cosciente dei repertori tradizionali della Penisola, già alla base, per quel che riguarda l'attività del Nuovo Canzoniere Italiano, del precedente spettacolo Bella Ciao (1964), sottraendoli ai rischi di oblio e di mistificazione. Lo stesso Istituto Ernesto de Martino nasce, contestualmente, in quel periodo, all'indomani della scomparsa del noto studioso. 
La prima di Ci ragiono e canto avviene il 16 aprile 1966 al Teatro Carignano di Torino, con la partecipazione di Giovanna Marini, Caterina Bueno, Silvia Malagugini, Cati Mattea e Franco Coggiola, con i chitarristi Ivan Della Mea e Paolo Ciarchi. Questi partecipanti "professionisti" si accompagnano ad interpreti provenienti dal mondo del lavoro, come Giovanna Daffini, l'esordiente Rosa Balistreri, il Gruppo Padano di Piadena e il Coro del Galletto di Gallura guidato da Salvatore Stangoni. Lo spettacolo, in due tempi, era concepito come raccolta di canti popolari legati al lavoro e tutti i partecipanti erano intesi come "portatori" di culture. Di questa prima edizione scrive Vittorio Serra:
Nella seconda edizione, sempre in due tempi e intitolata Ci ragiono e canto n. 2 (1969), si introducono canzoni nuove, composte ad hoc, legate all'attualità. In particolare i brani eseguiti da Antonio Infantino e da Enzo Del Re, che, su suggerimento dello stesso Dario Fo, compongono Povera gente ed Avola (dedicata all'eccidio del 2 dicembre 1968), la prima sulla nuova emigrazione dal Sud verso il Nord Italia, il Nord Europa, la Svizzera, la seconda sulla strage di braccianti avvenuta nel 1968 durante una manifestazione sindacale nel piccolo paese del siracusano. Oltre a Infantino e Del Re, partecipano alla seconda edizione Rosa Balistreri, Guido Boninsegna, Caterina Bueno, Paolo Ciarchi, Gianni Giolo, Policarpo Lanzi, Silvia Malagugini, Giovanna Marini, Cati Mattea, Norma Midani, Enrica Minnini e il Coro del Galletto di Gallura. La raccolta del materiale è a cura di Rosa Balistreri, Cesare Bermani, Gianni Bosio, Caterina Bueno, Paolo Ciarchi, Franco Coggiola, Giovanna Daffini, Dario Fo, Gruppo di Gallura, Gruppo Padano di Piadena, Roberto Leydi e Giovanna Marini.
Alla terza edizione, Ci ragiono e canto n. 3 (1973), sempre in due tempi, parteciparono invece Ciccio Busacca, Piero Sciotto, Chicca De Negri e Policarpo Lanzi. La prima fu a Genova, al Teatro della Gioventù, il 27 febbraio 1973. Una versione ridotta a una serata di questa terza edizione sarà quella registrata anche per la Rete 2.